# دنی سالیوان
 دنی سالیوان (انگلیسی: Danny Sullivan؛ زاده ۹ مارس ۱۹۵۰) یک اتوموبیل‌ران فرمول ۱ اهل ایالات متحده آمریکا است.